# San Baw
San Baw (birmanisch စံဘော်, sàɰ̃ bɔ̀; geboren am 29. Juni 1922, Britisch-Indien; gestorben am 7. Dezember 1984 in Yangon (Rangoon), Myanmar) war ein burmesischer Orthopädie-Chirurg. Er wurde bekannt für seine Pionierarbeit bei der „Nutzung von Elfenbein-Hüft-Prothesen als Ersatz bei nichtheilenden Brüchen am Hals des Oberschenkelknochens“ und für die Entwicklung „einer neuen Technik, um kindliche Pseudoarthrose des Schienbeins zu behandeln“. Als Chef-Orthopäde am Mandalay General Hospital (1957–1975) und am Rangoon General Hospital (1975–1980) führte er mehr als dreihundert Operationen mit Elfenbeinprothesen durch. Er unterrichtete auch Orthopädie an der University of Medicine, Mandalay und am Institute of Medicine 1, Rangoon.
Nach seinem Tod infolge einer Lungenkrebserkrankung 1984 stiftete seine Frau, Myint Myint Khin, durch die Burma Medical Association den Dr. San Baw Prize for Research. 2019 begründeten ihr Sohn Myint Zan und die Myanmar Orthopaedic Society den Dr. San Baw Research Fund zur Unterstützung für orthopädische Forschung und praktisches Training für Orthopäden.

## Leben

### Jugend und Ausbildung

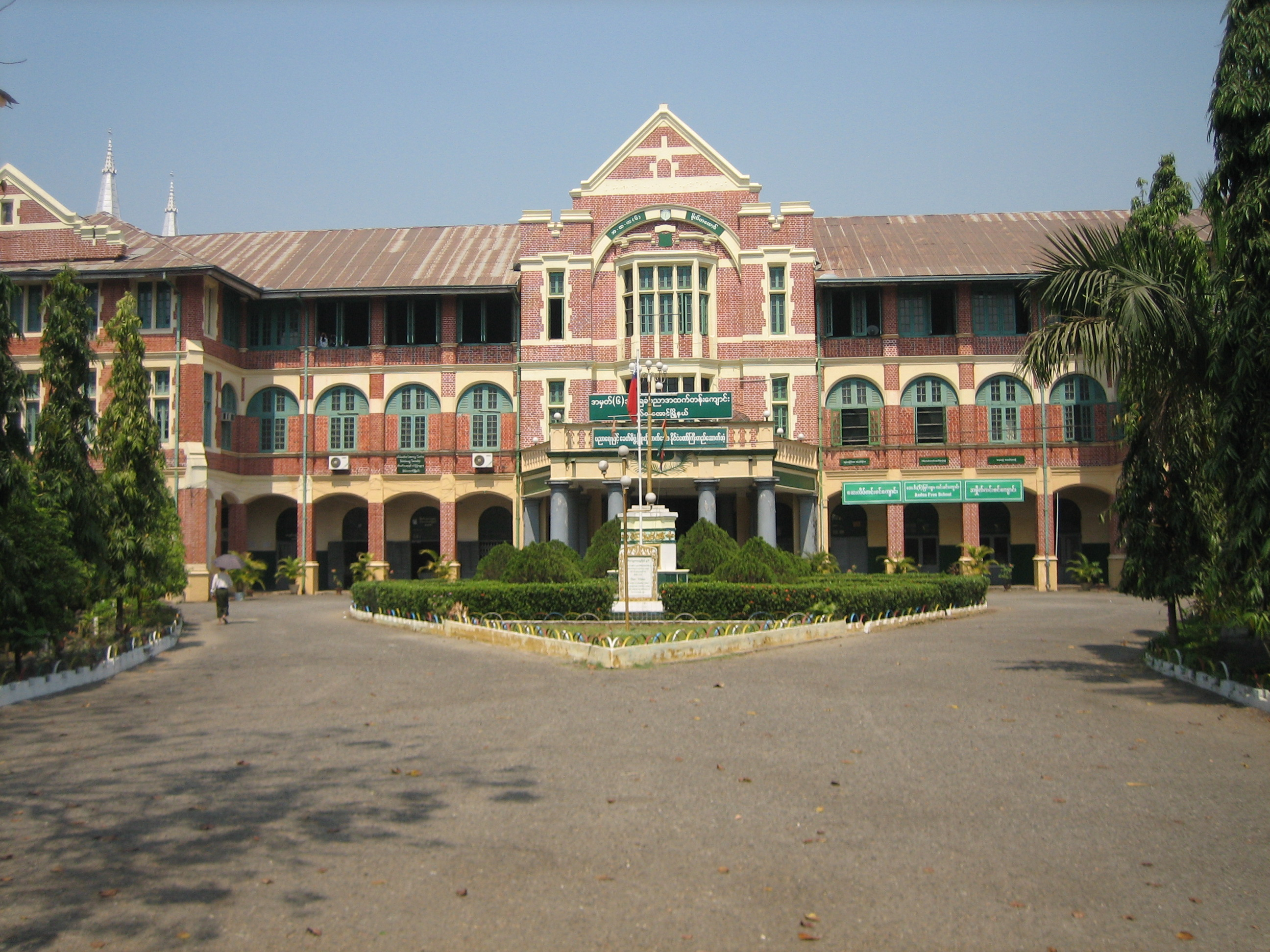
St. Paul’s High School

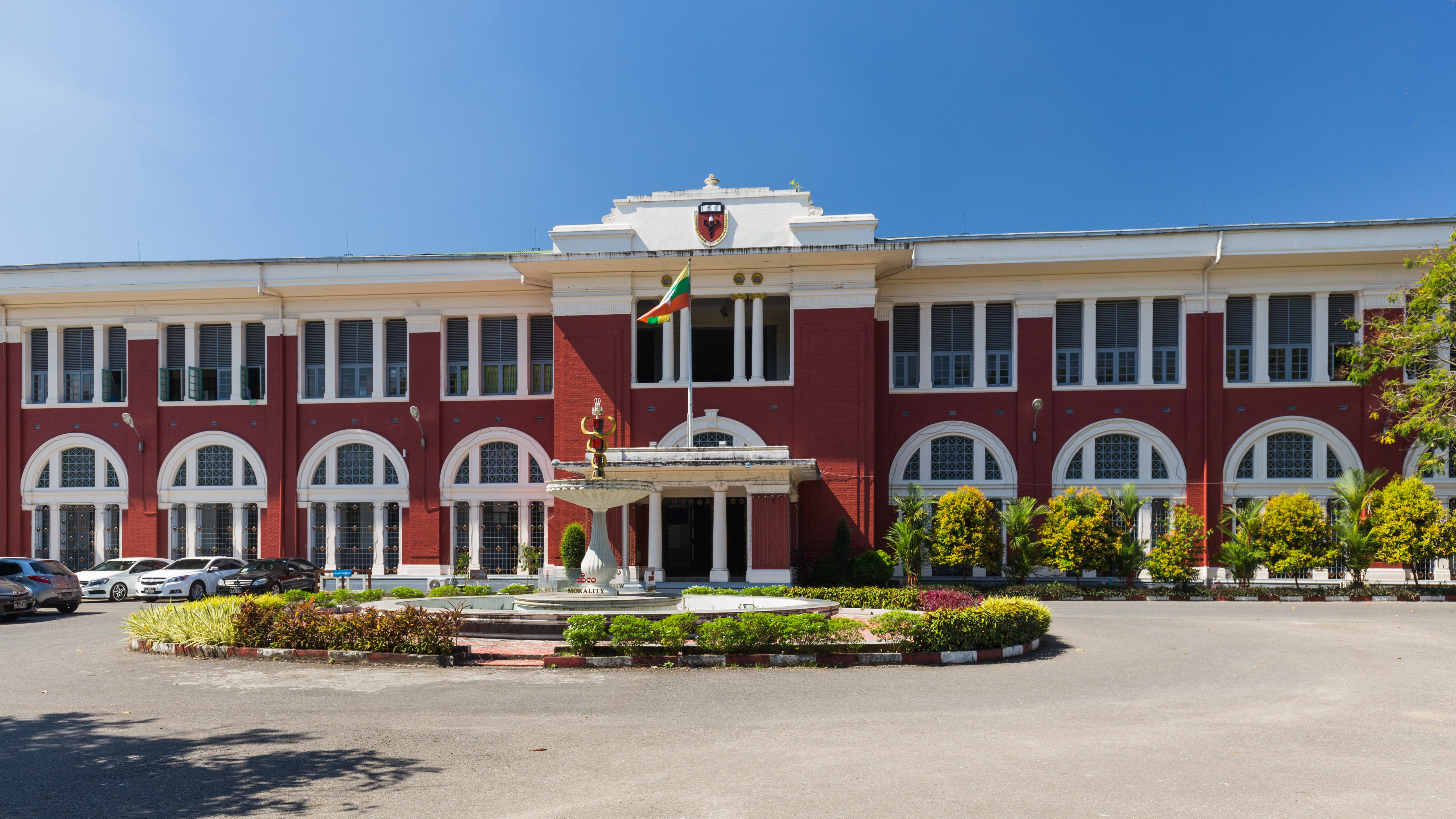
Die Faculty of Medicine of University of Rangoon, das spätere Institute of Medicine 1. Baw machte dort seine Ausbildung und lehrte später selbst Orthopaedics (1975–1980).

San Baw wurde am 29. Juni 1922 geboren. Seine Eltern waren Daw Si Si und U Thaw Zan in Tapun, einer Kleinstadt etwa 220 km nordwestlich von Yangon in British Burma. Seine Eltern waren offensichtlich so wohlhabend, dass sie ihren Sohn zur Schulbildung an das St. Agnes’ Convent in Kalaw im Nordosten das Landes schicken konnten. Danach besuchte er die St. Paul’s English High School in Rangoon und graduierte dort 1942. Der Beginn des Zweiten Weltkriegs Ende 1941 hatte jedoch zur Schließung aller wenigen Colleges im Land geführt, und erst 1944 gelang es ihm, sich an der Kriegsmedizinschule anzumelden, die erst im Jahr zuvor von Ba Than, S. Sen und Yin May gegründet worden war. Nach dem Krieg schrieb er sich an der neu umbenannten Faculty of Medicine of Rangoon University ein, wo er im März 1950 mit einem Bachelor of Medicine, Bachelor of Surgery (MBBS) abschloss.

### Beginn der medizinischen Laufbahn
San Baw begann seine medizinische Karriere am Rangoon General Hospital (RGH) im Juni 1950. Dort spezialisierte er sich auf allgemeine und orthopädische Chirurgie und absolvierte von 1951 bis 1954 eine Ausbildung bei dem amerikanischen Chirurgen Phillips Foster Greene, während er beim Aufbau der Abteilung für Orthopädie am RGH half. Von 1954 bis 1957 absolvierte er mit einem staatlichen Stipendium ein Aufbaustudium in Orthopädie an der medizinischen Fakultät Perelman School of Medicine at the University of Pennsylvania und studierte bei den Professoren Paul C. Colonna und J. T. Nicholson.
1958 graduierte er mit einem MD und einem Master of Surgery (MS) in Orthopädie. Nach seiner Rückkehr aus den USA im November 1957 wurde er zum Chef der orthopädischen Chirurgie am Mandalay General Hospital (MGH), einem Lehrkrankenhaus in Mandalay, ernannt.

## Karriere

### Baw wird als Orthopäde landesweit bekannt
San Baw entwickelte sich zum bedeutendsten orthopädischen Chirurgen des Landes. Er leitete von 1957 bis 1975 die Abteilung für orthopädische Chirurgie am Mandalay General Hospital und von 1975 bis 1980 am Rangoon General Hospital und half 1978 beim Aufbau der Praxis der Mikrochirurgie am Rangoon General Hospital und seinen Zweigstellen. Er lehrte Orthopädie am Mandalay Medical College (später: Institute of Medicine, Mandalay) 1957 bis 1975 und am Institute of Medicine 1, Rangoon 1975 bis 1980. Er leistete zahlreiche Beiträge zum orthopädischen Bereich. Er ist vor allem als Pionier bei der Verwendung von „Elfenbein-Hüftprothesen zum Ersatz nicht verbundener Frakturen des Oberschenkelhalses“ („ivory hip prostheses to replace ununited fractures of the neck of the femur“) bekannt und für die Entwicklung einer „neuen Technik zur Behandlung der infantilen Schienbeinpseudarthrose“ („a new technique for treating infantile pseudoarthrosis of the tibia“).

### Entwicklung der Elfenbein-Hüftprothesen
San Baw kam während seiner Zeit an der University of Pennsylvania auf die Idee, Elfenbein für Hüftprothesen zu verwenden. Hüftprothesen aus Elfenbein wurden erstmals 1891 von Themistocles Gluck und 1927 von Ernest W. Hey Groves benutzt, fanden aber im Gegensatz zu Metallprothesen keine weite Verbreitung. San Baw glaubte, dass Elfenbein nicht nur „bessere biologische Eigenschaften als die von Metalllegierungen“ („having better biologic properties than those of metal alloys“) habe, sondern in seinem Land auch billiger und leichter zu beschaffen wäre als Metalllegierungen. Bald nach seinem Arbeitsbeginn am Mandalay General Hospital begannen er und sein Team, die physikalischen Eigenschaften von Elfenbein mithilfe verschiedener mechanischer Tests zu untersuchen. Basierend auf den Ergebnissen entwarf er „seine neuartige Elfenbeinhüfte speziell für Patienten mit langjähriger Pseudarthrose aufgrund von verschobenen Schenkelhalsfrakturen, Spondylitis ankylosans und avaskulärer Nekrose“. Seine Entwürfe basierten auf einer Thomson-Hemi-Arthroplastik, jedoch mit erheblichen Modifikationen am Schaft und später auch an der Kopf-Hals-Verbindung.
Seine erste Elfenbein-Prothese wurde 1960 einem Menschen eingesetzt. Die 83-jährige Thilashin (burmesische buddhistische Nonne) Daw Ponnya erhielt sie nach einem Oberschenkelhalsbruch. Die Elfenbeinprothese wurde durch den Elfenbeinhandschnitzer Tin Aung speziell angefertigt. Er bearbeitete später in großem Stil San Baws Hüftprothesen aus den „Längsachsen von Elfenbeinstoßzähnen, die von natürlich gestorbenen burmesischen Elefanten geerntet wurden“. San Baw betrieb die Verbesserung seiner Prothesen-Designs aus eigenen Mitteln bis 1965, als er endlich finanzielle Unterstützung durch die Burmesische Regierung erhielt. Er und sein Team „experimentierten mit Elfenbein und stellten andere Implantate wie Phalangealprothesen, Ellenbogen-Totalendoprothesen, Pfannenprothesen, THAs [Hüfttotalendoprothesen], Elfenbeinplatten, Schrauben, Rush-Stifte und sogar eine Kahnbeinprothese her.“ Zu seinen Assistenten gehörten Khin Maung Tu, Kyaw Myint Naing und Dr. Meik. Bis 1969 hatte er mehr als 100 Elfenbein-Hüftprothesen eingesetzt.
Baw berichtete über seine Ergebnisse auf der Konferenz der British Orthopaedic Association in London im September 1969. In seinem Vortrag „Ivory Hip Replacements for Ununited Fractures of the Neck of Femur“ („Elfenbein-Hüft-Ersatz für nichtverheilte Oberschenkelhalsfrakturen“) berichtete er von einer Erfolgsquote von 88 % bei seinen Patienten im Alter zwischen 24 und 87 Jahren. Die meisten konnten einige Wochen, nachdem ihre gebrochenen Hüftknochen durch Elfenbeinprothesen ersetzt worden waren, laufen, hocken, Fahrrad fahren und sogar Fußball spielen. Neben der Wirksamkeit waren die Kosten ein großer Vorteil, den San Baw hervorhob. Seine Elfenbeinprothese kostete „weniger als 720 US-Dollar“ („as little as $720“) und war viel billiger als Titan- und Vitalliumprothesen. Er empfahl dies als erschwingliche und wirksame Option in Ländern, in denen es reichlich Elfenbein gibt. Baw betonte auch, dass das Elfenbein für seine Prothesen von Elefanten stammte, die eines natürlichen Todes gestorben waren, und dass es im Land etwa 2000 Elefanten in Gefangenschaft gab. Sein Artikel wurde in der britischen Ausgabe des Journal of Bone and Joint Surgery vom Februar 1970 veröffentlicht. Von 1969 bis zu seiner Pensionierung 1980 wurden zusätzlich 200 bis 300 Hüftprothesen implantiert. Nach der Genesung konnten die meisten Patienten alltägliche Bewegungen wie Gehen und Hocken durchführen und sogar Sport treiben.

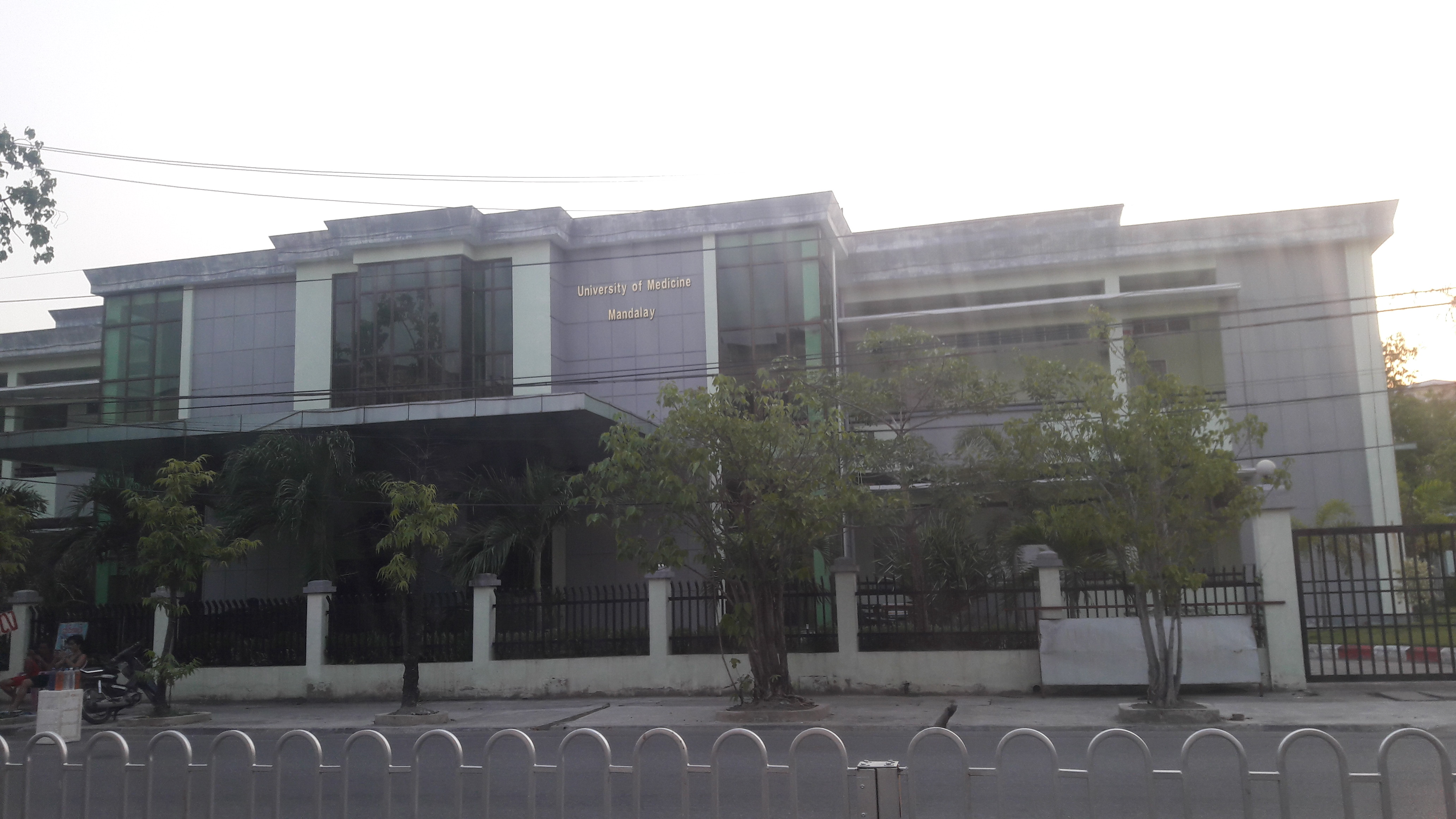
Institute of Medicine, Mandalay, an dem Baw von 1957 bis 1975 unterrichtete

### Weitere Erfolge
San Baw leistete Pionierarbeit bei anderen Techniken. Er „entwickelte eine neue Technik zur Behandlung der angeborenen Pseudarthrose des Schienbeins“, die in der britischen Ausgabe des Journal of Bone & Joint Surgery vom Februar 1975 veröffentlicht wurde und zur Behandlung von mindestens 15 Patienten eingesetzt wurde. Darüber hinaus führte er klinische Forschungen über „die Verwendung von Elfenbeinpulver anstelle von Spongiosa zum Verschließen der entstandenen Hohlräume von Riesenzelltumoren des Knochens nach der Kürettage“ durch; mindestens 27 Fälle wurden mit dieser Methode behandelt. Elfenbeinpulver wurde auch zum Füllen von Knochenhöhlen aufgrund anderer Krankheiten verwendet. Allein 1978 wurden unter seiner Aufsicht in mindestens sechs Fällen vollständig amputierte Hände mikrochirurgisch wieder zusammengefügt.

## Alter
San Baw ging im Oktober 1980 im Alter von 58 Jahren in den Ruhestand. San Baw war seit seinem zehnten Lebensjahr starker Raucher und verbrachte seine letzten Jahre mit Lungenkrebs. Nach Aussage seines Sohnes war das Rauchen für ihn ein „sensibles“ Thema, auch seine Frau und sein Sohn konnten nur „mit großer Vorsicht“ („with great care“) über das Thema sprechen. Er starb am 7. Dezember 1984 mit 62 Jahren in Mandalay an den Folgen von Lungenkrebs.

## Familie
San Baw heiratete 1953 Myint Myint Khin, eine Kommilitonin der medizinischen Fakultät in Rangun. Beide waren Absolventen des Jahrgangs 1950. Sie war ebenfalls Absolventin der Penn Medicine und folgte ihm 1960 nach Mandalay, nachdem sie zur Professorin für Medizin Klinik an der medizinischen Fakultät der Universität Mandalay ernannt worden war. Nach seinem Tod trat sie abrupt von ihrem Amt als Leiterin der medizinischen Abteilung zurück und arbeitete von 1985 bis 1991 als Beraterin bei der Weltgesundheitsorganisation mit Sitz in Neu-Delhi. Sie hatte eine zweite Karriere als Autorin und veröffentlichte 13 Bücher zwischen 1996 und 2013. Ihr letztes veröffentlichtes Werk, Poetry for Me, ein englischsprachiger Gedichtband, wurde von ihrem verstorbenen Ehemann inspiriert. Das Paar hatte einen Sohn, Myint Zan, der Hochschullehrer für Rechtswissenschaft wurde und von 1989 bis 2016 an Universitäten in Malaysia, Australien, im Südpazifik und in den Vereinigten Staaten lehrte.

## Vermächtnis und Anerkennung
Die Assistenten von San Baw verwendeten mindestens bis 1995 Hüftprothesen aus Elfenbein. Insgesamt implantierten San Baw und seine Nachfolger zwischen 1960 und 1995 über 500 handgefertigte Hüftprothesen aus Elfenbein. 2014 war noch mindestens eine Trägerin eines Elfenbein-Hüftersatzes, der 1994 von San Baws ehemaligem Assistenten Prof. Meik durchgeführt wurde, am Leben; die damals 93-jährige Patientin berichtete, dass sie ihre Elfenbeinhüfte seit 20 Jahren uneingeschränkt nutze.
San Baw starb unter relativ geringer öffentlicher Anteilnahme. Seine Beiträge waren international nicht allgemein bekannt. Nach Angaben seines Sohnes verbreiteten keine internationalen Medien die Nachricht. Die Zeitschrift Penn Medicine veröffentlichte 1988 eine kurze Mitteilung über San Baws Tod mit einer kurzen Beschreibung seiner Leistungen, nachdem Myint Zan sie kontaktiert hatte. Im Gegensatz dazu wurde der Tod von Myint Myint Khin im Jahr 2014 in burmesischen Publikationen sowie in mindestens einer internationalen Zeitschrift veröffentlicht (The BMJ). Die burmesische Regierungspartei Burma Socialist Programme Party (မြန်မာ့ဆိုရှယ်လစ်လမ်းစဉ်ပါတီ BSPP government, မဆလ) hatte ihm für seine Errungenschaften ebenfalls keine Ehrungen verliehen.
San Baws Familie bemühte sich um sein Andenken. Direkt nach seinem Tod stiftete Myint Myint Khin den Dr. San Baw Prize for Research durch die Myanmar Medical Association (Burma Medical Association), um medizinische Forschung im Land zu fördern. Der Preis war jedoch mit einer relativ geringen Summe dotiert (30.000 Kyat) und es ist unklar, ob weitere Fonds beigetragen wurden oder wie lange der Preis verliehen wurde. Myint Myint Khin starb 2014. 2019 begründeten Myint Zan und die Myanmar Orthopaedic Society den Dr. San Baw Research Fund zur Förderung von „verschiedenen Forschungesaktivitäten, und insbesondere – aber nicht ausschließlich – in Verbindung mit orthopädischer Forschung und Training“ („various research activities, primarily—but not solely—related to orthopedic research and training“).
San Baws Werk war international vergessen bis in die 2010er Jahre. Ein in Großbritannien ansässiger polnischer Orthopäde, Bartlomiej Szostakowski, interessierte sich zufällig für San Baws Karriere und 2017 veröffentlichte er zusammen mit zwei Kollegen des Royal National Orthopaedic Hospital einen Artikel über „Ivory Hemiarthroplasty“, in welchem er die Arbeit und Forschungsergebnisse von San Baw und dessen Team wieder publik machte. Die Abteilung für orthopädische Chirurgie der University of Pennsylvania stimmte später zu, jährliche Vorlesungen zum Gedenken an Dr. San Baw abzuhalten, nachdem Myint Zan der Schule eine Spende geleistet hatte. Im Jahr 2018 hielt Szostakowski bei der ersten Dr. San Baw GM’58-Ehrenvorlesung (Dr. San Baw GM’58 Honorary Lecture in Orthopedic Innovation) für orthopädische Innovation die Antrittsvorlesung mit dem Titel „Dr. San Baw: Der vergessene Innovator in der orthopädischen biologischen Rekonstruktion“ („Dr. San Baw: The Forgotten Innovator in Orthopedic Biologic Reconstruction“). Die Vorlesung soll als dauerhafte Institution eingerichtet werden. Myint Zan gründete außerdem den San Baw, MD, GM’58 Memorial Fund in Palliative Oncology zur Unterstützung der Palliativversorgung bei Penn Medicine.